# Guy Bethery
Guy Bethery, né le 12 aout 1922 à Étréchy et mort le 3 août 1983 dans le 12e arrondissement de Paris, est un coureur cycliste français, spécialiste du demi-fond.

## Palmarès sur piste
- 1944
  - 3e du Prix Dupré-Lapize
- 1949
  - 3e du championnat de France de demi-fond.
- 1951
  -  Champion de France de demi-fond
- 1954
  -  Médaillé de bronze du championnat d'Europe de demi-fond
- 1955
  - 3e du championnat de France de demi-fond

## Palmarès sur route
- 1942
  - 2e de Nantes-Saint-Nazaire-Nantes
  - 3e du Critérium de France des sociétés (zone occupée)
- 1943
  - 2e du championnat de France des sociétés